# Science Fiction: The 100 Best Novels
Science Fiction: The 100 Best Novels, An English-Language Selection, 1949–1984 este o carte de non-ficțiune a autorului scoțian David Pringle. A apărut în 1985 la editura Xanadu.
Cartea conține o compilație cronologică de eseuri scurte despre cele 100 de romane SF publicate între 1949 și 1984. La Premiile Locus din 1986 s-a aflat pe locul 6 la categoria nonficțiune.
Selecția romanelor este în mare parte subiectivă și se limitează la lucrări ale autorilor anglo-saxoni (așa cum este indicat în subtitlu) cu excluderea romanelor care sunt mai susceptibile de a fi atribuite genului de literatură fantastică sau horror. Concepția de bază a science fiction-ului necesită, de asemenea, ca acesta să aibă, în principiu, conținut realist și forme de reprezentare, chiar dacă premisele narațiunilor sunt complet speculative.  
O continuare a compilației lui Pringle pentru perioada 1985-2010 cu 101 romane selectate a fost prezentată în 2012 de Damien Broderick și Paul di Filippo (Science Fiction: The 101 Best Novels 1985-2010). Pringle a scris o prefață la această continuare.

## Lista celor mai bune 100 romane SF
| Titlu                                            | Autor                            | Anul apariției |
| ------------------------------------------------ | -------------------------------- | -------------- |
| O mie nouă sute optzeci și patru                 | George Orwell                    | 1949           |
| Earth Abides                                     | George R. Stewart                | 1949           |
| Cronicile marțiene                               | Ray Bradbury                     | 1950           |
| Păpușarii                                        | Robert A. Heinlein               | 1951           |
| Ziua trifidelor                                  | John Wyndham                     | 1951           |
| Limbo                                            | Bernard Wolfe                    | 1952           |
| Omul demolat                                     | Alfred Bester                    | 1953           |
| 451º Fahrenheit                                  | Ray Bradbury                     | 1953           |
| Sfârșitul copilăriei                             | Arthur C. Clarke                 | 1953           |
| The Paradox Men                                  | Charles L. Harness               | 1953           |
| Bring the Jubilee                                | Ward Moore                       | 1953           |
| The Space Merchants                              | Frederik Pohl și C. M. Kornbluth | 1953           |
| Ring Around the Sun                              | Clifford D. Simak                | 1953           |
| More Than Human                                  | Theodore Sturgeon                | 1953           |
| Mission of Gravity                               | Hal Clement                      | 1954           |
| A Mirror for Observers                           | Edgar Pangborn                   | 1954           |
| Sfârșitul eternității                            | Isaac Asimov                     | 1955           |
| The Long Tomorrow                                | Leigh Brackett                   | 1955           |
| Moștenitorii                                     | William Golding                  | 1955           |
| Destinația mea: Stelele                          | Alfred Bester                    | 1956           |
| The Death of Grass                               | John Christopher                 | 1956           |
| Orașul și stelele                                | Arthur C. Clarke                 | 1956           |
| The Door into Summer                             | Robert A. Heinlein               | 1957           |
| The Midwich Cuckoos                              | John Wyndham                     | 1957           |
| Non-Stop                                         | Brian Aldiss                     | 1958           |
| Un caz de conștiință                             | James Blish                      | 1958           |
| Have Space Suit—Will Travel                      | Robert A. Heinlein               | 1958           |
| Timpul dezarticulat                              | Philip K. Dick                   | 1959           |
| Alas, Babylon                                    | Pat Frank                        | 1959           |
| Cantică pentru Leibowitz                         | Walter M. Miller Jr.             | 1959           |
| Sirenele de pe Titan                             | Kurt Vonnegut, Jr.               | 1959           |
| Rogue Moon                                       | Algis Budrys                     | 1960           |
| Venus Plus X                                     | Theodore Sturgeon                | 1960           |
| Hothouse                                         | Brian Aldiss                     | 1962           |
| The Drowned World                                | J. G. Ballard                    | 1962           |
| Portocala mecanică                               | Anthony Burgess                  | 1962           |
| Omul din castelul înalt                          | Philip K. Dick                   | 1962           |
| Journey Beyond Tomorrow                          | Robert Sheckley                  | 1962           |
| Halta                                            | Clifford D. Simak                | 1963           |
| Leagănul pisicii                                 | Kurt Vonnegut, Jr.               | 1963           |
| Greybeard                                        | Brian Aldiss                     | 1964           |
| Nova Express                                     | William S. Burroughs             | 1964           |
| Martian Time-Slip                                | Philip K. Dick                   | 1964           |
| Cele trei stigmate ale lui Palmer Eldritch       | Philip K. Dick                   | 1965           |
| The Wanderer                                     | Fritz Leiber                     | 1965           |
| Norstrilia                                       | Cordwainer Smith                 | 1965           |
| Dr. Bloodmoney                                   | Philip K. Dick                   | 1965           |
| Dune                                             | Frank Herbert                    | 1965           |
| The Crystal World                                | J. G. Ballard                    | 1966           |
| Make Room! Make Room!                            | Harry Harrison                   | 1966           |
| Flori pentru Algernon                            | Daniel Keyes                     | 1966           |
| The Dream Master                                 | Roger Zelazny                    | 1966           |
| Zanzibar                                         | John Brunner                     | 1968           |
| Nova                                             | Samuel R. Delany                 | 1968           |
| Visează androizii oi electrice?                  | Philip K. Dick                   | 1968           |
| Camp Concentration                               | Thomas M. Disch                  | 1968           |
| The Final Programme                              | Michael Moorcock                 | 1968           |
| Pavane                                           | Keith Roberts                    | 1968           |
| Heroes and Villains                              | Angela Carter                    | 1969           |
| Mâna stângă a întunericului                      | Ursula K. Le Guin                | 1969           |
| The Palace of Eternity                           | Bob Shaw                         | 1969           |
| Bug Jack Barron                                  | Norman Spinrad                   | 1969           |
| Tau Zero                                         | Poul Anderson                    | 1970           |
| Downward to the Earth                            | Robert Silverberg                | 1970           |
| The Year of the Quiet Sun                        | Wilson Tucker                    | 1970           |
| 334                                              | Thomas M. Disch                  | 1972           |
| The Fifth Head of Cerberus                       | Gene Wolfe                       | 1972           |
| The Dancers at the End of Time                   | Michael Moorcock                 | 1972           |
| Crash                                            | J. G. Ballard                    | 1973           |
| Looking Backward, from the Year 2000             | Mack Reynolds                    | 1973           |
| The Embedding                                    | Ian Watson                       | 1973           |
| Walk to the End of the World                     | Suzy McKee Charnas               | 1974           |
| The Centauri Device                              | M. John Harrison                 | 1974           |
| Deposedații                                      | Ursula K. Le Guin                | 1974           |
| Inverted World                                   | Christopher Priest               | 1974           |
| High Rise                                        | J. G. Ballard                    | 1975           |
| Galaxies                                         | Barry N. Malzberg                | 1975           |
| The Female Man                                   | Joanna Russ                      | 1975           |
| Orbitsville                                      | Bob Shaw                         | 1975           |
| The Alteration                                   | Kingsley Amis                    | 1976           |
| Woman on the Edge of Time                        | Marge Piercy                     | 1976           |
| Proiectul Omul Plus                              | Frederik Pohl                    | 1976           |
| Michaelmas                                       | Algis Budrys                     | 1977           |
| The Ophiuchi Hotline                             | John Varley                      | 1977           |
| Miracle Visitors                                 | Ian Watson                       | 1978           |
| Engine Summer                                    | John Crowley                     | 1979           |
| On Wings of Song                                 | Thomas M. Disch                  | 1979           |
| The Walking Shadow                               | Brian Stableford                 | 1979           |
| Juniper Time                                     | Kate Wilhelm                     | 1979           |
| Timperfect                                       | Gregory Benford                  | 1980           |
| The Dreaming Dragons                             | Damien Broderick                 | 1980           |
| Wild Seed                                        | Octavia E. Butler                | 1980           |
| Riddley Walker                                   | Russell Hoban                    | 1980           |
| The Complete Roderick                            | John Sladek                      | 1980           |
| Umbra Torționarului                              | Gene Wolfe                       | 1980           |
| The Unreasoning Mask                             | Philip José Farmer               | 1981           |
| Oath of Fealty                                   | Larry Niven și Jerry Pournelle   | 1981           |
| No Enemy But Time                                | Michael Bishop                   | 1982           |
| The Birth of the People's Republic of Antarctica | John Calvin Batchelor            | 1983           |
| Neuromantul                                      | William Gibson                   | 1984           |